# Michail Krivonosov
Michail Petrovitj Krivonosov (ryska: Михаил Петрович Кривоносов), född 1 maj 1929, död 11 november 1994, var en sovjetisk (belarusisk) släggkastare.
Krivosonov representerade Sovjetunionen vid OS i Helsingfors 1952 och vid OS i Melbourne 1956, där han tog en silvermedalj. Han tog också EM-guld 1954 och EM-silver 1958, och blev sovjetisk mästare sex gånger (1952 och 1954–1958).
Krivonosov satte sex världsrekord, första gången med 63,64 meter 1954, sista gången med 67,32 meter 1956.